# دیانا (ترانه وان دایرکشن)
«دیانا» (به انگلیسی: Diana) تک‌آهنگی تبلیغاتی از گروه انگلیسی-ایرلندی وان دایرکشن برای سومین آلبوم استودیویی آن‌ها خاطرات شبانه (۲۰۱۳) است، که در ۱۸ نوامبر ۲۰۱۳ توسط سایکو رکوردز و کلمبیا رکوردز منتشر شد.
این ترانه در چارت‌های دانمارک در رتبه اول و در چارت‌های ایتالیا، والونیا، فلاندرز، ایرلند، نیوزلند، اسپانیا جزو ده ترانه اول قرار گرفت.